# Косяковка (станция)
Косяковка — станция 2 класса Башкирского региона Куйбышевской железной дороги, расположенная на севере города Стерлитамак Республики Башкортостан в непосредственной близости от села Косяковка Красноярского сельсовета Стерлитамакского района.

## Расположение и инфраструктура
Железнодорожная станция расположена в границах городского округа город Стерлитамак, на границе с селом Косяковка Стерлитамакского района, в честь которого названа станция. Возможен подъезд на автотранспорте, имеется стоянка. В 100 метрах к востоку проходит автодорога Стерлитамак - Красноусольский. Есть возможность добраться пешком до центральной улицы села Косяковка.. В 800 метрах к юго-востоку от станции по автодороге расположен южноуральский распределительный центр сети магазинов "Магнит" и остановка общественного транспорта.
Станция является довольно крупной (около 20 путей), большая часть из них заняты грузовыми составами. Станция имеет одну боковую низкую платформу. Имеется двухэтажное здание вокзала, работает пригородная касса с 07:00 до 16:30. Коммерческие операции, выполняемые по станции: прием и выдача грузов в универсальных контейнерах массой брутто 24 (30) и 30 т на подъездных путях; прием и выдача грузов повагонными и мелкими отправками, загружаемых целыми вагонами, только на подъездных путях и местах необщего пользования; прием и выдача грузов в универсальных контейнерах массой брутто 20 и 24 т на подъездных путях; посадка и высадка пассажиров на (из) поезда пригородного и местного сообщения. Прием и выдача багажа не производятся.

## Дальнее сообщение
Пассажирские поезда №371/372 Уфа - Андижан и №381/382 Уфа - Ташкент на станции Косяковка не останавливаются.

## Пригородное сообщение
Станция Косяковка является промежуточной для всех пригородных поездов. Пригородное сообщение осуществляется рельсовыми автобусами РА1 и РА2. По состоянию на март 2020 года остановку на станции Косяковка имеют поезда:
- Стерлитамак — Карламан (ежедневно, 1 поезд в сообщении Стерлитамак - Карламан, 2 поезда в сообщении Карламан - Стерлитамак, время в пути от/до Стерлитамака - 12 минут, от/до Карламана - 1 час 53 минут - 2 час 01 минута)
- Стерлитамак — Уфа (ежедневно, 1 пара поездов, время в пути от/до Стерлитамака - 12 минут, от/до Уфы - 3 часа 18 минут - 3 часа 27 минут)

Текущее расписание пригородных поездов по железнодорожной станции Косяковка можно посмотреть здесь:
- Расписание пригородных поездов. Яндекс.Расписания.